# پرگان استیتس (کلرادو)
پرگان استیتس (به انگلیسی: Paragon Estates) یک منطقهٔ مسکونی در ایالات متحده آمریکا است که در شهرستان بولدر، کلرادو واقع شده‌است. پرگان استیتس ۴٫۴ کیلومتر مربع مساحت و ۹۲۸ نفر جمعیت دارد و ۱٬۶۷۶٫۴۲ متر بالاتر از سطح دریا واقع شده‌است.